# 司空曙
司空 曙（しくう しょ、770年頃-790年頃）は、中国・唐の詩人。字は文名または文初。洺州永年県の出身。

## 略歴
代宗の大暦年間の初め頃、左拾遺となり、徳宗の貞元初年（785年頃）、剣南西川節度使の幕僚になった。潔癖な性格で権臣に媚びず、長沙郡のあたりに流寓していたこともある。大暦十才子の一人。
現在『司空文名詩集』三巻が残っている。

## 詩人としての彼
作品に『別盧秦卿（盧秦卿に別る）』（五言絶句）がある。
| 別盧秦卿   |                                          |
| 知有前期在 | 前期の在ること有るを知れども             |
| 難分此夜中 | 分ち難し 此の夜の中（うち）              |
| 無将故人酒 | 故人の酒を将（もっ）て                   |
| 不及石尤風 | 石尤（せきゆう）の風に及ばずとする無かれ |